# Ткачёв, Александр Сергеевич
Александр Сергеевич Ткачёв (род. 18 апреля 1991 года) — российский волейболист, центральный блокирующий клуба «Локомотив» (Новосибирск).

## Биография
Родился 18 апреля 1991 года.
Профессиональную спортивную карьеру начал в 2007 году в новосибирском клубе «Локомотиве», за который выступал до 2012 года. В 2012—2017 годах играл за команду «Динамо-ЛО».
В 2017 году вернулся в новосибирский «Локомотив». В 2020 году вместе с командой стал чемпионом России.

## Личная жизнь
В 2016 году женился на волейболистке Дарье Ткачёвой (Кокоревой).

## Достижения

### С клубами
- Чемпион России (2020)